# 吳興祚
吳興祚（1632年—1698年），字伯成，号留村，浙江山陰縣人，后来改隶汉军正红旗（或说正红旗汉姓包衣:41），清朝官员。

## 生平
順治七年（1650年）貢生，時年十七歲。授江西萍鄉縣知縣，遷山西大寧縣知縣，升山東沂州知州，復坐事降補无锡縣知县。因为打击海盗有成效，被授任福建按察使。为清廷收复郑成功所占厦门、金门等地。於1682年2月1日－1689年8月8日期間，奉旨接替金光祖擔任廣東廣西總督。后遭到弹劾降职。后随康熙帝征讨噶尔丹，康熙三十六年卒。吳興祚留下许多著作，包括《宋元聲律選》、《史遷句解》、《粵東輿圖》等。

## 延伸阅读
[在维基数据编辑]
 《清史稿·卷260》，出自趙爾巽《清史稿》